# Riccardo Cortese
Riccardo Cortese (Cento, 12 maggio 1986) è un cestista italiano.

## Carriera
È cresciuto nella Fortitudo Bologna. La sua prima convocazione in prima squadra risale alla stagione 2003-04, in Skipper Bologna-Breil Milano 104-92, ma il suo esordio in Serie A è del 17 ottobre 2004, in Sedima Roseto-Climamio Bologna 62-84. Nel 2004-05 la guardia trova spazio in prima squadra, giocando in totale 8 gare e segnando 10 punti.
Nel 2005-06 scende in Serie B1, ingaggiato dal Bini Viaggi Cecina. Tornato alla Fortitudo, nel 2006-07 viene convocato appena tre volte, senza scendere in campo ed a febbraio passa alla New Basket Brindisi in serie B/Eccellenza dove disputa una buona annata. Nel 2007-08 è costantemente tra i dodici convocati, ma per tutto il girone d'andata non scende mai in campo.
Nel febbraio del 2008 passa in prestito alla Bawer Matera e nel giugno dello stesso anno riceve la chiamata da Carlo Recalcati nella selezione nazionale under 22.
L'Air Avellino lo tessera per la stagione 2009-10, dandogli la possibilità di mostrare il suo valore tra i professionisti. Il 16 luglio 2011 viene ingaggiato dalla Prima Veroli
Nell'estate del 2012 passa alla GiorgioTesi Group Pistoia. Il 29 agosto 2014 viene ufficializzato il passaggio alla Società Sportiva Felice Scandone. Nel 2015 viene ufficializzato il suo trasferimento alla Scaligera Basket Verona.
Il 17 giugno 2016, dopo una stagione trascorsa con la squadra veneta, passa alla Pallacanestro Ferrara 2011, con i quali il 30 maggio 2017 rinnova per due ulteriori anni.
Il 12 giugno 2018 viene annunciato il suo passaggio all'APU Udine. Nell'estate 2019 dopo la partenza di Mauro Pinton, diventa il nuovo capitano della società friulana. Il 3 dicembre successivo rescinde il proprio contratto con la società bianconera. Undici giorni più tardi viene ingaggiato dalla Poderosa Basket Montegranaro. Il 20 giugno del 2020 viene ingaggiato dalla Pallacanestro Mantovana. Prima dell'inizio della stagione 2021/22 viene eletto capitano degli Stings.

### Presenze e punti nei club
| Stagione        | Squadra                | Competizione | Partite | Partite | Partite | Statistiche tiro | Statistiche tiro | Statistiche tiro | Altre statistiche | Altre statistiche | Altre statistiche | Altre statistiche | Altre statistiche |
| Stagione        | Squadra                | Competizione | Pres.   | Titol.  | Minuti  | Tiri da 2        | Tiri da 3        | Liberi           | Rimb.             | Assist            | Rubate            | Stopp.            | Punti             |
| --------------- | ---------------------- | ------------ | ------- | ------- | ------- | ---------------- | ---------------- | ---------------- | ----------------- | ----------------- | ----------------- | ----------------- | ----------------- |
| 2004-2005       | Climamio Bologna       | Serie A      | 8       | 0       | 26      | 50               | 16,7             | 50               | 2                 | 3                 | 1                 | 0                 | 10                |
| 2005-2006       | Bini Viaggi Cecina     | Serie B1     | 25      | 5       | 470     | 47               | 25               | 77               | 33                | 7                 | 30                | 2                 | 243               |
| 2006-2007       | Prefabbricati Brindisi | Serie B1     | 14      | 0       | 163     | 78               | 33               | 59               | 12                | 6                 | 10                | 3                 | 72                |
| feb. 08         | Bawer Matera           | Serie B1     | 7       | 0       | 79      | 8                | 8                | 63               | 6                 | 4                 | 3                 | 1                 | 10                |
| 2008-2009       | Bawer Matera           | Serie A Dil  | 25      | 12      | 539     | 43/83            | 36/106           | 46/58            | 75                | 21                | 25                | 4                 | 250               |
| Totale carriera |                        |              |         |         |         |                  |                  |                  |                   |                   |                   |                   |                   |

## Palmarès
- Campionato italiano: 1

Fortitudo Bologna: 2004-05
- Campionato di Legadue: 1

Pistoia Basket 2000: 2012-13